# Großer Preis von Belgien 1951
Der Große Preis von Belgien 1951 (offiziell XIII Grote Prijs van Belgie) fand am 17. Juni auf dem Circuit de Spa-Francorchamps in Spa statt und war das dritte Rennen der Automobil-Weltmeisterschaft 1951.

## Bericht

### Hintergrund
Nach dem Indianapolis 500 führten Juan Manuel Fangio und Lee Wallard in der Fahrerwertung mit drei Punkten vor Piero Taruffi und Mike Nazaruk.
Nur 13 Fahrer hatten sich für das Rennen gemeldet. Je 3 Werkswagen von Alfa Romeo und Ferrari, die restlichen sieben verteilten sich auf diverse Privatfahrer, die alle mit Talbot antraten. Die Alfa Romeo fuhren ohne die Zusatztanks und hatten darüber hinaus die Sorge, dass eine zu kurze Getriebeübersetzung, die die Motoren auf der langen abschüssigen Masta-Geraden überdrehen könnten. Für das Rennen standen dann größere 19-Zoll-Hinterräder zur Verfügung, womit das Problem ausgeglichen werden sollte. Durch die fehlenden Zusatztanks mussten die Alfa-Romeo zwei Mal stoppen, während die Ferraris mit einem Stopp auskamen. Dies sorgte für eine gewisse Nivellierung der Chancen. Die Talbots kamen sogar ganz ohne Tankstopp aus, waren aber pro Runde durchschnittlich eine halbe Minute langsamer, sodass sich dieser Vorteil nicht auswirkte.
Mit Fangio und Louis Rosier (jeweils einmal) traten zwei ehemalige Sieger zu diesem Grand Prix an.

### Training und Qualifying
Das Training wurde von den italienischen Werksteams dominiert, wobei sich Fangio im Alfa-Romeo die Pole-Position sicherte. Er war damit drei Sekunden schneller als der Zweite Giuseppe Farina auf dem gleichen Wagen, elf Sekunden vor dem langsamsten Werkswagen (Consalvo Sanesi im Alfa Romeo) und fast eine Minute schneller als der letzte Starter im Feld. Die ersten fünf unterboten den offiziellen Rundenrekord aus dem Vorjahr.

### Rennen
Luigi Villoresi gewann der Start und konnte sich zwei Runden lang an der Spitze des Feldes halten. Danach fiel er Runde um Runde bis auf den vierten Platz zurück, Farina übernahm die Spitze vor dem schlecht gestarteten Fangio, der sich erst ab Runde sechs auf den zweiten Platz vorkämpfen konnte. Einige Runden später bekamen die Ferrari erste Probleme.
Taruffi fiel in der neunten Runde mit gebrochener Hinterachse aus und Villoresi musste eine Runde danach einen kurzen Stopp einlegen um eine gelockerte Ölleitung fixieren zu lassen. In Runde elf kam für Sanesi das Aus infolge eines überhitzen Motors.
Kurz vor Halbzeit begannen die regulären Boxenstopps mit Farina als erstem Boxengast, was Fangio an die Spitze spülte, der jedoch eine Runde später ebenfalls anhielt. Fangios Boxenstopp verlief jedoch alles andere als problemlos, da sich die Radmutter hinten links nicht von der Nabe lösen ließ. Eine Speiche des Rades hatte sich in die Nabe verkeilt, sodass die gesamte Nabe getauscht werden musste. Die Reparatur kostete ihn über 15 Minuten und er hatte danach vier Runden Rückstand auf die Spitze. Farina fuhr einem ungefährdeten Sieg entgegen und gewann vor Alberto Ascari und Villoresi. Bester Talbot-Fahrer wurde Rosier als Vierter.
In der Fahrerwertung übernahm Farini die Führung vor Fangio und Wallard.

## Meldeliste
| Team                       | Nr. | Fahrer                | Chassis             | Motor      | Reifen |
| -------------------------- | --- | --------------------- | ------------------- | ---------- | ------ |
| Alfa Romeo Motorsport      | 02  | Juan Manuel Fangio    | Alfa Romeo 159      | Alfa Romeo | P      |
| Alfa Romeo Motorsport      | 04  | Giuseppe Farina       | Alfa Romeo 159      | Alfa Romeo | P      |
| Alfa Romeo Motorsport      | 06  | Consalvo Sanesi       | Alfa Romeo 159      | Alfa Romeo | P      |
| Scuderia Ferrari           | 08  | Alberto Ascari        | Ferrari 375         | Ferrari    | P      |
| Scuderia Ferrari           | 10  | Luigi Villoresi       | Ferrari 375         | Ferrari    | P      |
| Scuderia Ferrari           | 12  | Piero Taruffi         | Ferrari 375         | Ferrari    | P      |
| Ecurie Rosier              | 14  | Louis Rosier          | Talbot-Lago T26C-DA | Talbot     | D      |
| Ecurie Rosier              | 18  | Louis Chiron          | Talbot-Lago T26C-DA | Talbot     | D      |
| Ecurie Belge               | 16  | Johnny Claes          | Talbot-Lago T26C-DA | Talbot     | D      |
| Team Philippe Etancelin    | 20  | Philippe Étancelin    | Talbot-Lago T26C-DA | Talbot     | D      |
| Team Yves Giraud-Cabantous | 22  | Yves Giraud-Cabantous | Talbot-Lago T26C    | Talbot     | D      |
| Ecurie Belgique            | 24  | André Pilette         | Talbot-Lago T26C    | Talbot     | E      |
| Team Pierre Levegh         | 26  | Pierre Levegh         | Talbot-Lago T26C    | Talbot     | D      |

## Klassifikation

### Startaufstellung
| Pos. | Fahrer                | Konstrukteur | Zeit | Startreihe |
| ---- | --------------------- | ------------ | ---- | ---------- |
| 01   | Juan Manuel Fangio    | Alfa Romeo   | 4:25 | 1L         |
| 02   | Giuseppe Farina       | Alfa Romeo   | 4:28 | 1M         |
| 03   | Luigi Villoresi       | Ferrari      | 4:29 | 1R         |
| 04   | Alberto Ascari        | Ferrari      | 4:30 | 2L         |
| 05   | Piero Taruffi         | Ferrari      | 4:32 | 2R         |
| 06   | Consalvo Sanesi       | Alfa Romeo   | 4:36 | 3L         |
| 07   | Louis Rosier          | Talbot-Lago  | 4:45 | 3M         |
| 08   | Yves Giraud-Cabantous | Talbot-Lago  | 4:52 | 3R         |
| 09   | Louis Chiron          | Talbot-Lago  | 5:01 | 4L         |
| 10   | Philippe Étancelin    | Talbot-Lago  | 5:04 | 4R         |
| 11   | Johnny Claes          | Talbot-Lago  | 5:09 | 5L         |
| 12   | André Pilette         | Talbot-Lago  | 5:16 | 5M         |
| 13   | Pierre Levegh         | Talbot-Lago  | 5:17 | 5R         |

## Rennergebnis
| Pos. | Fahrer                | Konstrukteur | Runden | Zeit       | Start | Schnellste Runde |
| ---- | --------------------- | ------------ | ------ | ---------- | ----- | ---------------- |
| 01   | Giuseppe Farina       | Alfa Romeo   | 36     | 2:45:46,2  | 02    |                  |
| 02   | Alberto Ascari        | Ferrari      | 36     | + 2:51,0   | 04    |                  |
| 03   | Luigi Villoresi       | Ferrari      | 36     | + 4:21,9   | 03    |                  |
| 04   | Louis Rosier          | Talbot-Lago  | 34     | + 2 Runden | 07    | 4:46,9 (09.)     |
| 05   | Yves Giraud-Cabantous | Talbot-Lago  | 34     | + 2 Runden | 08    | 4:47,6 (24.)     |
| 06   | André Pilette         | Talbot-Lago  | 33     | + 3 Runden | 12    | 4:56,2 (14.)     |
| 07   | Johnny Claes          | Talbot-Lago  | 33     | + 3 Runden | 11    | 4:56,2 (13.)     |
| 08   | Pierre Levegh         | Talbot-Lago  | 32     | + 4 Runden | 13    | 5:04,9 (22.)     |
| 09   | Juan Manuel Fangio    | Alfa Romeo   | 32     | + 4 Runden | 01    | 4:22,1 (10.)     |
| –    | Louis Chiron          | Talbot-Lago  | 28     | DNF        | 09    | 4:45,9 (22.)     |
| –    | Consalvo Sanesi       | Alfa Romeo   | 11     | DNF        | 06    |                  |
| –    | Piero Taruffi         | Ferrari      | 8      | DNF        | 05    |                  |
| –    | Philippe Étancelin    | Talbot-Lago  | 0      | DNF        | 10    | –                |

## WM-Stand nach dem Rennen
Die ersten fünf bekamen 8, 6, 4, 3 bzw. 2 Punkte; einen Punkt gab es für die schnellste Runde. Es zählten nur die vier besten Ergebnisse aus acht Rennen.

### Fahrerwertung
| Pos. | Fahrer                  | Konstrukteur | Punkte |
| ---- | ----------------------- | ------------ | ------ |
| 01   | Giuseppe Farina         | Alfa Romeo   | 12     |
| 02   | Juan Manuel Fangio      | Alfa Romeo   | 10     |
| 03   | Lee Wallard             | Kurtis Kraft | 9      |
| 04   | Alberto Ascari          | Ferrari      | 6      |
| 05   | Piero Taruffi           | Ferrari      | 6      |
| 06   | Mike Nazaruk            | Kurtis Kraft | 6      |
| 07   | Luigi Villoresi         | Ferrari      | 4      |
| 08   | Louis Rosier            | Talbot-Lago  | 3      |
| 09   | Consalvo Sanesi         | Alfa Romeo   | 3      |
| 10   | Andy Linden             | Sherman      | 3      |
| 11   | Emmanuel de Graffenried | Alfa Romeo   | 2      |
| 12   | Yves Giraud-Cabantous   | Talbot-Lago  | 2      |
| 13   | Jack McGrath            | Kurtis Kraft | 2      |
| 14   | Manuel Ayulo            | Kurtis Kraft | 2      |
| 15   | Bobby Ball              | Schroeder    | 2      |

| Pos. | Fahrer                | Konstrukteur   | Punkte |
| ---- | --------------------- | -------------- | ------ |
| 16   | André Pilette         | Talbot-Lago    | 0      |
| 17   | Louis Chiron          | Maserati       | 0      |
| 18   | Stirling Moss         | HWM            | 0      |
| 19   | Philippe Étancelin    | Talbot-Lago    | 0      |
| 20   | Rudolf Fischer        | Ferrari        | 0      |
| 21   | Harry Schell          | Maserati       | 0      |
| 22   | Johnny Claes          | Talbot-Lago    | 0      |
| 23   | Pierre Levegh         | Talbot-Lago    | 0      |
| 24   | Guy Mairesse          | Talbot-Lago    | 0      |
| –    | Peter Whitehead       | Ferrari        | 0      |
| –    | Henri Louveau         | Talbot-Lago    | 0      |
| –    | George Abecassis      | HWM            | 0      |
| –    | José Froilán González | Talbot-Lago    | 0      |
| –    | Peter Hirt            | Veritas-Meteor | 0      |